# 名古屋 - 福井・金沢線

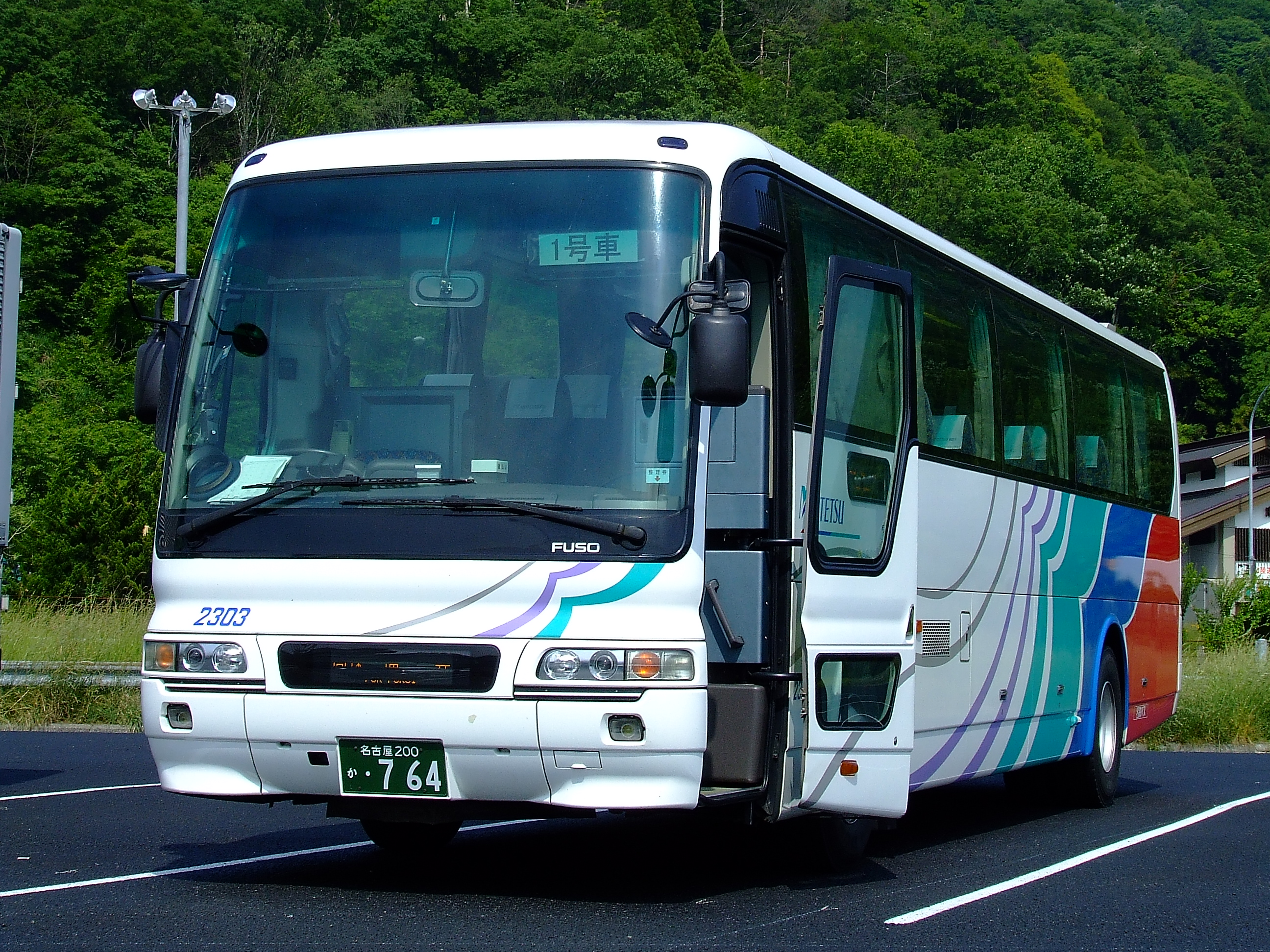
北陸道ハイウェイバス福井線（名鉄バス）

名古屋 - 福井・金沢線（なごや - ふくい・かなざわせん）は、愛知県名古屋市と福井県福井市ならびに石川県金沢市を結ぶ高速バスである。
本項では名古屋と福井・金沢を結ぶ北陸道ハイウェイバスの2系統（福井線・金沢線）およびかつて運行されていた北陸道昼特急名古屋号を一括して扱う。なお、同じく名古屋と金沢（・富山）を結んでいる夜行便「北陸ドリーム名古屋号」については「ドリーム号 (高速バス)#その他の路線」を参照のこと。

## 概要
北陸道ハイウェイバス福井線・北陸道ハイウェイバス金沢線の2系統が運行されている。
北陸道ハイウェイバス（北陸ハイウェイバスとは異なる）は、北陸道特急バスと呼ばれることがある。開設時には、名鉄グループ2社と東海旅客鉄道（JR東海、当時）・西日本旅客鉄道（JR西日本、当時）が競願となり、調整の上、北陸道特急バスとして共同運行することとなった。
1987年に北陸道ハイウェイバス金沢線が開業。翌年の1988年に北陸道ハイウェイバス福井線が開業した。この2系統はJRバス路線としては初めて名鉄バスセンターに乗り入れるとともに、名古屋行はJR名古屋駅バスターミナルで降車扱いしないなど、運行開始当初は話題となった。なお、これら2系統に関しては「発車オ〜ライネット」をメインに据える北鉄や福鉄、そして「高速バスネット」をメインに据えるJRバス2社においても、「ハイウェイバスドットコム」でのみ取り扱っている。
北陸道ハイウェイバス金沢線は北陸地方初の本格的な都市間高速バスであり、この地方の高速バス網拡充の先駆者である。金沢 - 名古屋間片道3,900円（当時）という競合するJR特急よりも格安な運賃と「バスは狭くて窮屈」という従来の概念を覆す、ゆったりした32人乗りバスを採用することで開業当初から好評を博してきた。
競合するJR特急「しらさぎ」「加越」の利用にも影響を及ぼすほど脅威を与える存在となり、翌年には大幅値引きとなる企画切符の発売をはじめた。しらさぎ号が新型車両（683系）へ移行する時期と前後して、北陸道ハイウェイバス名古屋 - 金沢線も往復運賃を7,300円から6,000円に値下げするなどの対抗をしている。
北陸道ハイウェイバス福井線では開設時、福井 - 名古屋の所要時間が2時間35分、同区間を走るJR特急に20分前後遅れを取る程度にもかかわらず片道運賃はJRの普通運賃並み、かつ着地での日帰り滞在時間を最大9時間以上近く取れるとあって（JRは尾張一宮駅 - 米原駅の間に岐阜駅・大垣駅を経由するため、ほぼ直線的な名神高速よりも北へ大きく迂回することや、米原駅での進行方向転換・編成の増解結による長時間停車が所要時間上のネックとなっている）、停車都市周辺間のみの需要をJRからの奪取、並びに新規掘り起こしによって掴んだばかりか、名古屋駅で東海道新幹線と乗り継いで関東方面とを往来する乗客も、週末・連休の観光客を中心に見受けられる状況となった（それはJRでの乗り換え駅となる米原駅にはのぞみ号が全く停車せず、ひかり号とこだま号が毎時1往復ずつしか停車しないなど、米原駅に停車する新幹線の列車が少ないことも要因の一つである）。のちに名古屋高速一宮線・清須線建設に伴い国道22号名岐バイパスの立体交差が減少したため所要時間は当初より15分延び、逆にJR特急は新型車導入により10分前後短縮しており差は50分前後に拡がったが、往復・回数乗車券の値下げによるてこ入れもあり、引き続き好況を呈している。
2024年には北陸新幹線の敦賀延伸に伴い、鉄道ルートでは所要時間こそ短縮されるものの、値上げと敦賀乗り換えが必須となったという利便性が低下した面も見られる。対する北陸道ハイウェイバスは「乗換なし」というメリットを得られることとなり、新幹線開業直後には利用者数が前年同時期比の4割増という盛況となっている。一方、鉄道ルートは利用者数が大幅に減少している。
高速路線バスとしては中距離に属するが、敦賀発基準でみる場合は近距離的な性格も現れる。敦賀駅から100kmに満たない京都駅へ新快速電車で行く場合と比較して、福井線の名古屋への運賃・所要時間は回数券であればともに大差が無く、従来遠出の買物先が京都主体であったところに、名古屋という選択肢を提供することとなった。
その後JR東海バスと西日本JRバスが2010年12月9日より北陸道昼特急名古屋号を運行開始。こちらは北陸ドリーム名古屋号と共通運用であり、両社ともドリームで出庫して昼特急で入庫する運用となっていた。北陸道昼特急名古屋号は、2021（令和3年）11月2日運行便より北陸道ハイウェイバス金沢線に統合され、北陸道昼特急名古屋号としては運行終了となった。
なお、いずれの系統も別路線のため乗車券・回数券・往復割引等は停留所が同じでも共通ではない。

## 運行会社

### 北陸道ハイウェイバス福井線
- 名鉄バス（名古屋中央営業所） - 運行開始当初は名古屋鉄道（名鉄）
- ジェイアール東海バス（名古屋支店）
- 京福バス（福井営業所） - 運行開始当初は京福電気鉄道（京福）
- 福井鉄道（福井営業所）

### 北陸道ハイウェイバス金沢線
- 名鉄バス（名古屋中央営業所） - 運行開始当初は名古屋鉄道（名鉄）
- ジェイアール東海バス（名古屋支店） - 運行開始当初は東海旅客鉄道（JR東海）
- 西日本ジェイアールバス（金沢営業所） - 運行開始当初は西日本旅客鉄道（JR西日本）
- 北陸鉄道（金沢営業所）

廃止された北陸道昼特急名古屋号はジェイアール東海バス（名古屋支店）と西日本ジェイアールバス（金沢営業所）が運行していた。

## 運行系統
○ - 停車
▽ - 金沢行に限り停車
特 - JR東海バス担当便に限り運行特定日のみ停車
・ - 休憩
∥ - 通過または非経由
| 停留所名             | 福井線 | 金沢線 | 備考               |
| -------------------- | ------ | ------ | ------------------ |
| 名鉄バスセンター     | ○      | ○      |                    |
| 名古屋駅（新幹線口） | ○      | ▽      |                    |
| 名神一宮             |        |        | 2017年4月17日廃止  |
|                      |        |        |                    |
| 賤ヶ岳SA             | ・     | ∥      |                    |
| 敦賀                 | ○      | ∥      |                    |
| 南条SA               | ∥      | ・     |                    |
| 武生                 | [ 8 ]  |        | 2023年11月30日まで |
| 越前たけふ駅         | ○      | ∥      | 2023年12月1日から  |
| 鯖江                 | ○      | ∥      |                    |
| 福井                 |        |        | 2009年5月21日まで  |
| 福井駅東口           | ○      | ∥      | 2009年5月22日から  |
| 三国駅               | 特     | ∥      | 2023年12月1日新設  |
| あわら湯のまち駅     | 特     | ∥      | 2023年12月1日新設  |
|                      |        |        |                    |
| 尼御前               |        |        | 2024年6月30日廃止  |
| 北陸小松             |        | ○      |                    |
| 松任海浜公園         |        | ○      |                    |
| 片町                 |        |        | 2022年4月1日廃止   |
| 香林坊               |        |        | 2022年4月1日廃止   |
| 武蔵ヶ辻             |        |        | 2022年4月1日廃止   |
| 金沢駅前（東口）     |        |        | 2023年6月30日まで  |
| 金沢駅西口           |        | ○      | 2023年7月1日から   |

すべて名古屋高速道路（名駅入口･明道町出口）・名神高速道路・北陸自動車道経由。

## 運行回数
- 北陸道ハイウェイバス福井線：1日10往復（名鉄4、JR東海2、京福2、福鉄2）。
- 北陸道ハイウェイバス金沢線：1日10往復（名鉄4、JR東海1.5、西日本JR1.5、北鉄3）[12]。

## 歴史
- 1987年（昭和62年）7月20日 - 北陸道ハイウェイバス金沢線開業[4][5][6]。
- 1988年（昭和63年）7月16日 - 北陸道ハイウェイバス福井線開業[6][7][8]。
- 1998年（平成10年）12月19日 - 北陸道ハイウェイバス金沢線が北陸小松バス停に停車開始[16]。
- 2005年（平成17年） - 愛知万博開催期間中、輸送対応のため、北陸道ハイウェイバス金沢線の名鉄担当便を北鉄の運転士に委託。
- 2009年（平成21年）5月22日 - 東口交通広場の完成に伴い、北陸道ハイウェイバス福井線の福井駅前乗降場所を福井駅東口に変更。
- 2010年（平成22年）12月9日 - 北陸道昼特急名古屋号開業。同時に全路線において名古屋駅JRハイウェイバスターミナルが桜通り口から新幹線口（太閤口）へ移転。
- 2011年（平成23年）12月23日 - 北陸道ハイウェイバス福井線の名古屋（名鉄バスセンター）行が全便名古屋駅新幹線口（太閤口）に停車。
- 2017年（平成29年）4月17日 - 北陸道ハイウェイバス金沢線・福井線ともに名神一宮での停車を廃止[17]し、同時に名岐バイパス経由から名古屋高速道路経由に変更。
- 2019年（平成31年・令和元年）
  - 4月1日 - 北陸道昼特急名古屋号の片町・香林坊・武蔵ヶ辻での停車を廃止し、金沢駅到着便の降車場所を金沢港口に変更[18]。
  - 6月21日 - 北陸道ハイウェイバス福井線・金沢線で運賃改定[19][20][21][22][23]。
- 2020年（令和2年）
  - 4月13日 - 新型コロナウイルス感染拡大の影響により、北陸道ハイウェイバス福井線の一部便（4往復。同年4月17日より5往復）がこの日より当面の間運休[24]。
  - 4月18日 - 北陸道ハイウェイバス金沢線の一部便（5往復。同年4月25日より7往復）がこの日より当面の間運休[25]。
  - 4月20日 - 北陸道昼特急名古屋2号（JR東海バス担当便、金沢→名古屋）がこの日より当面の間運休[25]。
  - 4月26日 - 北陸道昼特急名古屋1号（西日本JRバス担当便、名古屋→金沢）がこの日より当面の間運休[25]。
  - 6月1日 - 北陸道ハイウェイバス金沢線の一部便（2往復、北鉄担当便）と北陸ドリーム名古屋号がこの日より運行を再開[26]。
  - 6月2日 - 北陸道昼特急名古屋号がこの日より運行を再開[26]。
- 2021年（令和3年）11月1日 - 北陸道昼特急名古屋号がこの日にて運行終了。翌11月2日運行分より北陸道ハイウェイバス金沢線に統合。
- 2022年（令和4年）4月1日 - 北陸道ハイウェイバス金沢線が金沢市内の武蔵ヶ辻、香林坊、片町停留所の停車を取りやめ[13]。
- 2023年（令和5年）
  - 7月1日 - 北鉄駅前センターの移転に伴い、北陸道ハイウェイバス金沢線の金沢駅前乗降場所を金沢駅西口に変更[14]。
  - 12月1日 - 北陸道ハイウェイバス福井線を8往復から10往復に増便。武生バス停の停車を取りやめ、越前たけふ駅に新規停車[27]。土休日などの特定日に限り、1往復をあわら湯のまち駅に延伸。あわせて運賃を改定し、回数券を廃止[28]。
- 2024年（令和6年）7月1日 - 金沢線の北陸鉄道担当便を1往復減便し、全体で10往復に変更。また尼御前バス停を廃止し、一部便の時刻を変更[12]。

## 使用車両

### 車内設備
北陸道ハイウェイバスの開業当初は各社がこぞってビデオ・マルチオーディオサービスや車内電話などを完備した夜行バス並みのシートの4列32人乗りスーパーハイデッカーを導入し、贅沢さを競い合っていた（名鉄・京福・福鉄が三菱スーパーエアロII、JR東海・北鉄が日産ディーゼル・スペースウィング、JR西日本（当時）が三菱エアロクィーンW）。
以前より運用の都合で各社の他路線用車両が運用に入る場合がある。例えば北陸鉄道が東京 - 金沢線や京都 - 金沢線の車両、京福バスが東京線用独立3列シート夜行高速車両等のケースで、これは現在でもたまに見られる。変わったケースでは過去には西日本JRバスが国鉄専用型式P-MS735SA〔当時金沢配置の744-6901、同線予備車〕、JR東海バスがラメール号専用車カラー時代の同車〔744-8980〕を運用に投入したことがあった。

### 現在の車両の特徴
北陸道ハイウェイバスは36 - 40席の4列シートハイデッカー車両で運行。通常運行時に使用される1号車はトイレ付き。2号車以降の増車はトイレ無し車両の場合がある。補助席付きや補助席無しゆったり（センターアームレスト付）等のシート仕様は運行会社により異なる。
名鉄便は原則、福井線・金沢線ともゆったり4列36席枕付きワイドシートでパウダールームトイレ（洗面台・大型鏡・着替え台）仕様車両（三菱ふそう・エアロエース）で運用。プラズマクラスター、Wi-Fi、座席ACコンセントを搭載。
JR東海バスも当初は、名鉄に合わせて福井線・金沢線とも、4列ワイドシート36席パウダールームトイレ付きで座席コンセント完備の車両（日野・セレガ、三菱ふそう・エアロエース）で運用。現在は福井線は引き続き4列ワイドシート36席パウダールームトイレ付きでWi-Fi・座席コンセント完備の車両（日野・セレガ）、金沢線は4列ワイドシートWi-Fi・座席コンセントorUSBポート完備の40人乗り（三菱ふそう・エアロエース）が主に導入される。
西日本JRバスはトイレ・補助席付き4列シート40人乗りで、近年は他社に合わせてコンセント付き車両（いすゞ・ガーラ）での運用をしている。
京福バスは、2008年10月9日より吉川壽一揮毫によるラッピングバス「SYOINGバス」による運行となった（北陸道ハイウェイバス福井線ではピンクベースに鏡文字で「愛」）。
北陸鉄道は開業以来、先述のスペースウィングをメインに据えてきたが、2004年の新車より三菱ふそう製ハイデッカー車に切り替え、さらに2013年の新車からは順次エアロエースの新車に置き換えている。パウダールームトイレではないものの、名鉄に準じたフットレスト付き38人乗りワイドシート車両で座席コンセントを完備している。(但し、2018年度導入の新車からはUSBポートを採用)
北陸道昼特急名古屋号運行時は29席の3列独立シート（最後尾のみ独立4列）車両で運行。2021年11月2日から金沢線に統合されてからは、金沢駅16:30発の便は、北陸ドリーム名古屋号で送り込まれた4列ワイドシート40人乗り（三菱ふそう・エアロエース、まれに日野・セレガ）が導入される。

### 北陸道ハイウェイバス福井線
- 高速バス 福井 - 名鉄バス
- 昼行バス 名古屋⇔福井 (PDF)  - ジェイアール東海バス
- 高速バス ＜名古屋線＞ - 京福バス
- 高速バス 福井 - 名古屋 - 福井鉄道

### 北陸道ハイウェイバス金沢線
- 高速バス 金沢 - 名鉄バス
- 昼行バス 名古屋⇔金沢 (PDF)  - ジェイアール東海バス
- 金沢・富山⇔名古屋・東京・仙台 - 西日本ジェイアールバス
- 高速バス情報 金沢 - 名古屋 - 北陸鉄道